# Міжнародна база лінгвістичних даних Бірмінгемського університету
Міжнародна база лінгвістичних даних Бірмінгемського університету (COBUILD) — акронім від англ. Collins Birmingham University International Language Database — дослідницький центр, створений у Бірмінгемському університеті у 1980 році та фінансований видавництвом HarperCollins.
Спочатку центр очолював професор Джон Сінклер (1933—2007). Найважливішими досягненнями COBUILD були створення та аналіз електронного корпусу текстів сучасної англійської мови Collins Corpus, що пізніше привели до створення Bank of English і випуску одномовного навчального словника Collins COBUILD English Language Dictionary, також базованого на корпусі текстів COBUILD і вперше опублікованого в 1987 році.
Bank of English послужив основою для створення низки словників та граматик англійської мови.